# L'Art musical
L'Art musical est une revue musicale française fondée en 1860 par Léon Escudier, qui paraît jusqu'en 1894.

## Histoire
L'Art musical est fondé en 1860 par Léon Escudier, avec la collaboration d'Oscar Comettant. D'abord hebdomadaire, la revue devient mensuelle et bimensuelle de 1884 à 1893, avant de redevenir hebdomadaire,.
Elle paraît à Paris du 6 décembre 1860 au 27 septembre 1894, avec une interruption de plusieurs mois entre août 1870 et janvier 1872 en raison de la Guerre franco-allemande de 1870,.
Le directeur de la revue est Léon Escudier, jusqu'à sa mort en 1881. L'Art musical est ensuite repris par la maison d'édition Girod, et Paul Girod devient directeur de la revue, jusqu'en décembre 1883, date à laquelle Alphonse Leduc, des éditions Leduc, lui succède. Leduc est directeur jusqu'à sa mort, en 1892. Sous l'ère Leduc, le rédacteur en chef est Henri Jahyer,. 
À la mort de Leduc, en 1892, la direction du journal annonce sa suppression, en juin, mais la publication se poursuit finalement d'octobre 1892 à juillet 1893 sous le titre de « Bulletin périodique des nouveautés musicales », avec une parution trimestrielle. C'est la veuve de Leduc, Emma Ravina-Leduc, fille du pianiste Jean-Henri Ravina, qui assure la direction de l'entreprise. À partir du 14 septembre 1893, L'Art musical paraît de nouveau sous format hebdomadaire, jusqu'en octobre 1894, date à laquelle la revue est absorbée par l'hebdomadaire belge Le Guide musical,. 

## Contenu
L'Art musical avait comme devise « Le Progrès » et comme ambition d'être « « une force amie » dans l'arène artistique, mue par le seul désir de servir les intérêts de l'art sans parti pris ni scolastique pédante ». La musicologue Adélaïde de Place relève que la revue défend en particulier les « grandes causes agitant le monde musical, tels la décentralisation lyrique ou le développement des concerts populaires de musique classique ».
Chaque numéro de la revue comprend des comptes rendus d'opéras et de concerts, un ou plusieurs articles de fond, des nouvelles et des publicités. Pour Adélaïde de Place, L'Art musical offre ainsi « un remarquable panorama de la période : articles de fond, articles historiques ou organologiques, revues des théâtres et des concerts, nécrologies, analyses d'œuvres nouvelles, chroniques juridiques, rubriques sur la vie musicale à l'étranger, actualité du Conservatoire, des écoles, des orphéons et de la musique militaire, commentaires sur les expositions, catalogue de l'éditeur L. Escudier, , etc. ».
Oscar Commetant, Léon Escudier et Paul Girod sont de grands contributeurs. Parmi les sujets abordés sous leur plume, des articles sur la musique et les musiciens du Danemark, la direction des théâtres lyriques français et l'utilisation de l'harmonie dissonante, des comptes rendus de Carmen de Bizet, de la première d'Aida de Verdi au Caire, des représentations du Requiem de Verdi au Théâtre-Italien et à Londres, des notices nécrologiques, des écrits le Concours de Rome, la réforme du Conservatoire de Paris, la création du Théâtre-Lyrique, des comptes rendus de concerts et d'opéras. Sous l'impulsion de Leduc, L'Art musical s'intéresse également à la musique russe.
Parmi les autres contributeurs de la revue, on relève les noms d'Achille de Lauzières de Thèmines, auteur prolifique d'articles, Arthur Pougin, Edmond Neukomm et Franz de Villars.